# Defiance (Ohio)
Defiance ist eine City im nordwestlichen Teil des US-Bundesstaates Ohio im Defiance County. Das U.S. Census Bureau ermittelte bei der Volkszählung 2020 eine Einwohnerzahl von 17.066.

## Geographie und Verkehr
Defiance liegt am Zusammenfluss des Auglaize und des Maumee River, ungefähr 55 Meilen südwestlich von Toledo und 45 Meilen östlich von Fort Wayne, Indiana. Durch den Ort verläuft der U.S. Highway 24, der Defiance mit den beiden Städten verbindet. Die Eisenbahnlinie wird von CSX Transportation unterhalten. Nahe der Stadt liegt der Defiance County Airport.

## Geschichte
In der Gegend am Rande des Great Black Swamp, des ehemaligen großen Sumpfgebietes in Nordwest-Ohio, bestand im 18. Jahrhundert eine große Indianersiedlung und ein französischer Handelsposten. Die Franzosen bezeichneten den Ort als AuGlaize oder Grand Glaize. Während der Indianerkriege ließ General „Mad“ Anthony Wayne hier im August 1794 ein Fort errichten, das er Fort Defiance nannte. Nach der Schlacht von Fallen Timbers (20. August 1794) wählte Wayne das Fort zur Ausgangsbasis für seine Operationen im umliegenden Gebiet. Obwohl der Vertrag von Greenville 1795 Defiance den Ureinwohnern zuschlug, duldeten die Indianer das Fort und eine Handelsstation. Die Befestigung war zu Beginn des Britisch-Amerikanischen Krieges 1812 eine Ruine. General William H. Harrison baute deshalb ein neues, größeres Fort in der Nähe am Auglaize und nannte es Fort Winchester. 1817 traten die lokalen Stämme das umliegende Land endgültig an die weißen Siedler ab. 
Die Stadt Defiance an Stelle des ehemaligen Forts gründeten Benjamin Level und Horatio G. Philips 1822. Die Stadt wuchs zunächst langsam: Im Jahr 1854 lebten hier nur etwa 700 Menschen. Die Wende kam mit der Kultivierung des Sumpflandes und dem Anschluss der Stadt an das Schienennetz. 1880 waren bereits 5907 Einwohner in Defiance ansässig, 1886 gab es hier vier Zeitungsverlage, 13 Kirchen und zwei Banken.

## Infrastruktur
Das öffentliche Schulsystem umfasst 3200 Schulplätze bis zur High School. Zudem sind hier vier kirchliche Grundschulen und das Defiance College angesiedelt, das von der United Church of Christ betrieben wird und etwa 1000 Studienplätze bietet. Die medizinische Versorgung wird vom Defiance Hospital sichergestellt. Die örtlichen Religionsgemeinschaften unterhalten 21 protestantische und 2 katholische Kirchen. In der Stadt gibt es eine öffentliche Bibliothek, sieben Kinos und eine Theatergruppe, einen Golfplatz und mehrere öffentliche Schwimmbäder und Parks.

## Sehenswürdigkeiten
- Anstelle des ehemaligen Fort Defiance befindet sich heute ein Park, der Aussicht auf den Zusammenfluss von Auglaize und Maumee bietet.
- Drei Meilen westlich der Stadt liegt das Museumsdorf AuGlaize Village mit restaurierten Wohnhäusern und Werkstätten aus den Jahren 1860–1920.
- Das National Register of Historic Places verzeichnet für Defiance 10 Einträge, darunter den Holgate Avenue Historic District mit Bürgerhäusern aus den Jahren 1825–1949.[4]

## Persönlichkeiten
- Don Miller (1902–1979), Jurist, American-Football-Spieler und -Trainer
- Katherine Squire (1903–1995), Schauspielerin
- Wild Bill Davison (1906–1989), Jazzmusiker
- Alene B. Duerk (1920–2018), erster weiblicher Flaggoffizier der United States Navy
- Terry Ryan (1946–2007), Schriftstellerin, schrieb mit The Prize Winner of Defiance, Ohio eine Autobiographie über ihre Kindheit in der Stadt
- Michael Hitchcock (* 1958), Schauspieler, Komiker, Drehbuchautor und Fernsehproduzent
- Jill Hruby (* 1959), Maschinenbauingenieurin und seit 2021 vom Senat bestätigte Under Secretary of Energy for Nuclear Security und Administratorin der National Nuclear Security Administration
- Michelle Burke (* 1970), Schauspielerin
- Sam Hornish junior (* 1979), Rennfahrer
- Chad Billingsley (* 1984), Baseballspieler bei den Los Angeles Dodgers

## Ehrungen und Rezeption
Nach der Stadt benannt sind:
- USS Defiance, ein Schiff der US-Navy
- Defiance, Ohio, eine Akustik-Folkpunk-Band aus Bloomington, Indiana

### Namensvarianten
Die Ortschaft besitzt mehrere Bezeichnungsvarianten:
- Au Glaize[5]
- Ensawacosa[5]
- Fort Defiance[5]
- Fort Miamis[5]
- Fort Winchester[5]
- Grand Glaize[5]
- Miami Fort[5]
- Miamis Fort[5]
- Tuendawie[5]
- Twendiawie[5]
- Winchester[5]